# Lichenomima lugens
Lichenomima lugens är en insektsart som först beskrevs av Hagen 1861.  Lichenomima lugens ingår i släktet Lichenomima och familjen Myopsocidae. Inga underarter finns listade i Catalogue of Life.